# 新人 (神学)
新人或新造的人（英語：New creation），在《圣经》新约当中指基督徒重生得救后，其生命所迎来的新样式。
new birth, 重生，新生。基督教指悔改，有屬靈生命之人。

## 圣经中的内容
- 歌林多后书 5:17：若有人在基督里，他就是新造的人，旧事已过，都变成新的了。

- 以弗所书 4:20-24：你们学了基督，却不是这样。如果你们听过他的道，领了他的教，学了他的真理，就要脱去你们从前行为上的旧人；这旧人是因私欲的迷惑渐渐变坏的。又要将你们的心志改换一新，并且穿上新人；这新人是照著神的形像造的，有真理的仁义和圣洁。

- 歌罗西书 3:10-11：并且穿上了新人；这新人照着创造他者的形像渐渐更新，以致有充足的知识；在此并没有希腊人和犹太人、受割礼的和未受割礼的、化外人、西古提人、为奴的、自主的，惟有基督是一切，又在一切之内。

- 罗马书 12:2：不要效法这个世界，只要心意更新而变化，叫你们察验何为神的善良、纯全、可喜悦的旨意。

1. ↑  鄧, 肇明. . 香港: 道聲. : 196. ISBN 962-380-101-7.